# Мочарець бронзовий
Моча́рець бронзовий (Pseudoleistes virescens) — вид горобцеподібних птахів родини трупіалових (Icteridae). Мешкає в Південній Америці.

## Опис

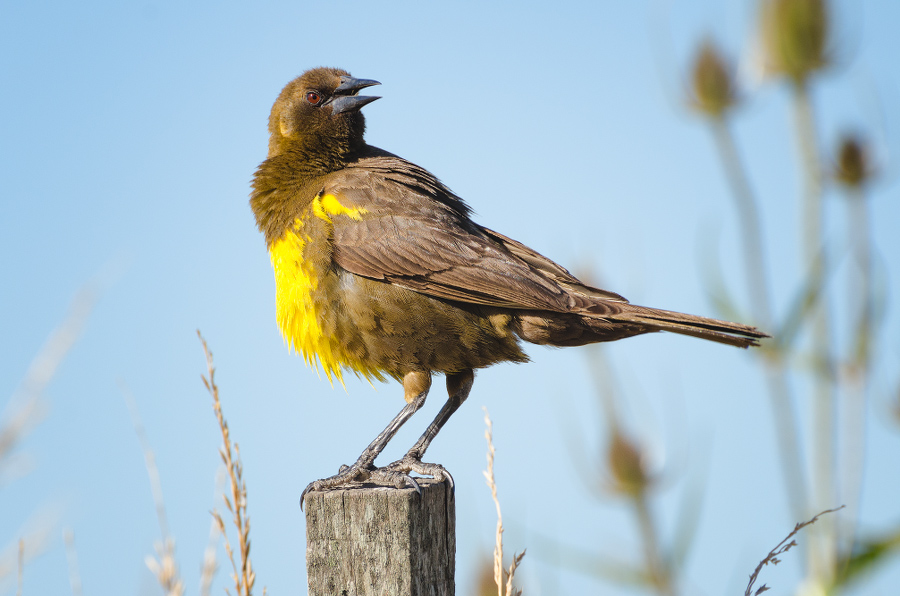
Бронзовий мочарець

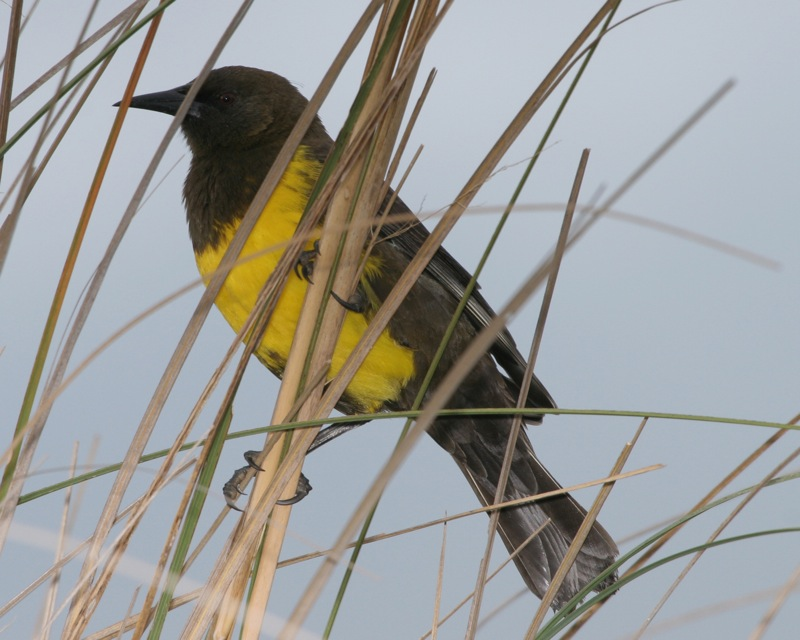
Бронзовий мочарець

Довжина самця становить 20—22 см. Виду не притаманний статевий диморфізм. Забарвлення переважно буре з оливковим відтінком, за винятком яскраво-жовтої нижньої частини тіла. На плечах жовті плями, помітні в польоті. Очі, дзьоб і лапи чорні.

## Поширення і екологія
Бронзові мочарці мешкають в Уругваї, на узбережжі південно-східної Бразилії (Санта-Катарина, Ріу-Гранді-ду-Сул) та в Аргентині (від парагвайського кордону до південного Буенос-Айреса), іноді трапляються на крайньому півдні Парагваю. Вони живуть на болотах, в заростях очерету. Живляться безхребетними. Зустрічаються зграями. Сезон розмноження триває з вересня по грудень. Гніздо чашоподібне, робиться з гілочок і стебел, обмазаних глиною або послідом. В кладці від 4 до 6 білих яєць, поцяткованих червонувато-коричневими плямками. Бронзові мочарці іноді стають жертвами гніздового паразитизму синіх вашерів.